# Mymensingh (zila)
Mymensingh  (en bengalí: ময়মনসিংহ) es un zila o distrito de Bangladés que forma parte de la división de Mymensingh.
Comprende 12 upazilas en una superficie territorial de 4.399 km² : Bhaluka, Trishal, Haluaghat, Muktagachha, Dhobaura, Fulbaria, Gaffargaon, Gauripur, Ishwarganj, Mymensingh, Nandail y Fulpur.
La capital es la ciudad de Mymensingh.

## Upazilas con población en marzo de 2011[2]
- Bhaluka 430.320
- Dhobaura 196.284
- Fulbaria 448.467
- Gaffargaon 430.746
- Gouripur 323.057
- Haluaghat 290.043
- Ishwarganj 376.348
- Muktagachha 415.473
- Mymensingh Sadar 775.733
- Nandail 402.727
- Phulpur 601.766
- Trishal 419.308

## Demografía
Según estimación 2010 contaba con una población total de 5.196.494 habitantes.